# Dicranomyia kaszabi
Dicranomyia kaszabi là một loài ruồi trong họ Limoniidae. Chúng phân bố ở miền Cổ bắc.